# Torbjörn Jonsson

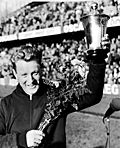
Jonsson 1960 mit der Auszeichnung als Fußballer des Jahres

Torbjörn Jonsson (* 6. Mai 1936 in Ljusne; † 16. Oktober 2018 in Norrköping) war ein schwedischer Fußballspieler.

## Werdegang
Jonsson wechselte als 17-Jähriger von  Ljusne AIK zu IFK Norrköping in die Allsvenskan. 1960 wurde er mit dem Guldbollen als Schwedens Fußballer des Jahres ausgezeichnet und wechselte im selben Jahr zu Betis Sevilla. Dort hielt er es aber nur sechs Monate aus und ging nach Italien zur AC Florenz. Anschließend wechselte er Anfang 1962 zur AS Rom, ehe er 1967 bei der AC Mantova, mit dem er zwischenzeitlich ab- und wieder aufstieg,  seine Laufbahn in Italien beendete und noch fünf Jahre bis 1972 bei IFK Norrköping dranhängte.
1955 debütierte er in der schwedischen Nationalmannschaft, wurde aber nicht für die Weltmeisterschaft 1958 im eigenen Land nominiert. Beim entscheidenden Qualifikationsspiel für die Weltmeisterschaft in England 1966 Schweden gegen Westdeutschland vor der Rekordkulisse von mehr als 52.000 Zusehern im Stockholmer Råsundastadion erzielte  er die Führung, doch nach Gegentreffern von Uwe Seeler und Werner Kramer verloren die Gastgeber mit 1:2. Er beendete seine Nationalmannschaftskarriere 1968 nach 33 Länderspielen, in denen er elf Tore erzielte. Zudem hat er zwischen 1954 und 1958 sechs B-Länderspiele bestritten.
Vereine + Spiele/Tore + Titel
- 01/1948–06/1953: Ljusne AIK
- 07/1953–10/1960: IFK Norrköping – 149 Spiele/72 Tore – Meister:  1956, 1957, 1960
- 11/1960–06/1961: Betis Sevilla – 0/0
- 07/1961–12/1961: AC Florenz – 8/1
- 01/1962–06/1963: AS Rom – 42/14
- 07/1963–06/1967: AC Mantova – Serie A: 84/17, Serie B: 35/4
- 07/1967–12/1972: IFK Norrköping – 94/22 – Pokalsieger: 1969